# Mont Liban
« Mont-Liban » redirige ici.  Pour la subdivision administrative, voir Gouvernorat du Mont-Liban.
Le mont Liban (en arabe جبل لبنان et سلسلة جبال لبنان الغربية, « Montagne occidentale du Liban ») est une chaîne de montagnes du Liban et, pour une petite partie, de Syrie ; elle domine la mer Méditerranée située à l'ouest, et culmine au Qurnat as Sawda' à 3 088 mètres d'altitude. Il s'agit du plus haut relief montagneux du Proche-Orient.
Cette montagne a constitué le noyau du Grand Liban, à l'origine de la république libanaise moderne. Elle est majoritairement peuplée de chrétiens (maronites surtout), avec une minorité importante de la communauté druze (surtout dans les montagnes du Chouf).

## Toponymie
Le toponyme « Liban » vient de la racine sémitique Lubnan signifiant « blanc » ou « lait », en référence au manteau neigeux qui recouvre cette montagne en hiver. Le nom est mentionné dans trois des douze tablettes de l'Épopée de Gilgamesh, dans des textes de la bibliothèque d'Ebla (2400 av. J.-C.), ainsi que 71 fois dans l'Ancien Testament. C'est du nom de cette montagne que dérive celui de l'État moderne du Liban.
Au Liban, cette montagne est parfois nommée « montagne occidentale du Liban » en opposition à l'Anti-Liban, « montagne orientale du Liban », qui lui est parallèle et dont elle est séparée par l'étroite plaine de la Bekaa.

## Géographie

### Topographie

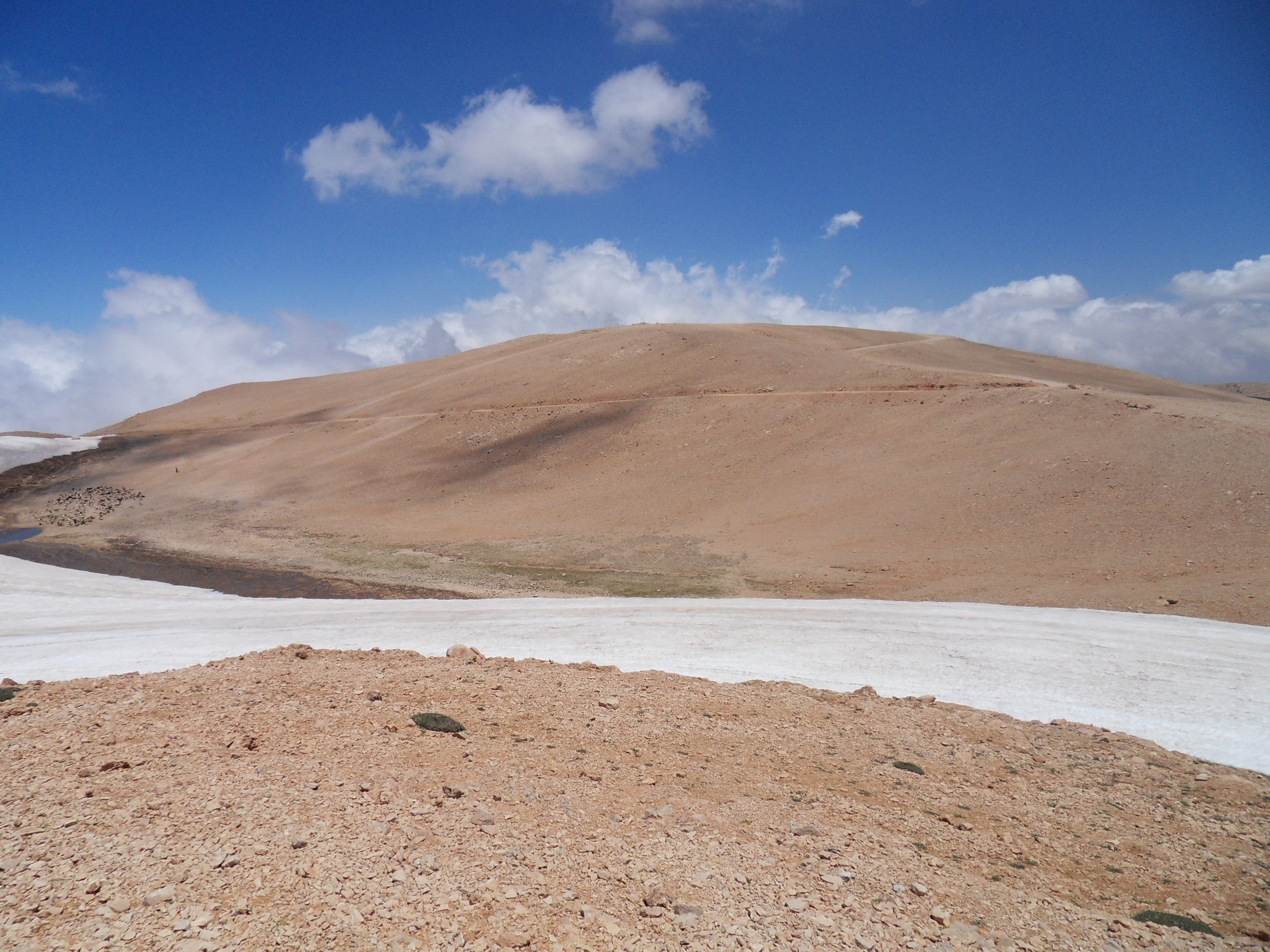
Vue du point culminant du mont Liban : le Qurnat as Sawda' (3088 m).

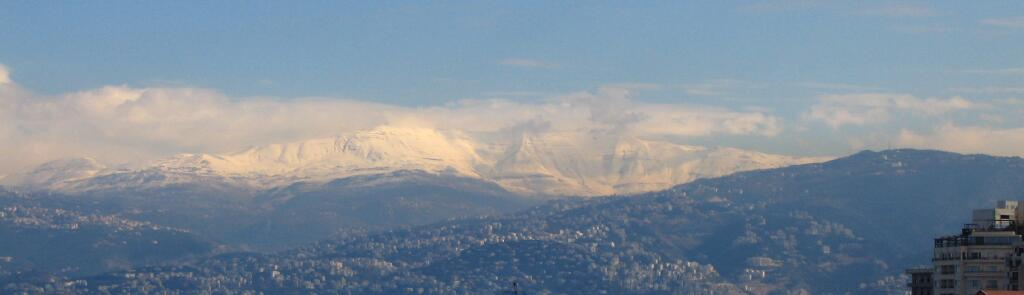
Vue du mont Sannine.

Le mont Liban est la plus élevée des montagnes littorales de l’Est de la Méditerranée. C’est une puissante chaîne calcaire s’étirant sur 160 km de long. Généralement plus élevée au nord qu’au sud, elle possède également une dissymétrie topographique est/ouest. Vers l’ouest les flancs de la montagne sont en pente relativement douce et sont fortement entrecoupés de gorges s’enfonçant parfois sur plus de 1 000 m, comme celles de la vallée de Qadisha ou de Nahr Ibrahim. À l’est, en revanche, la montagne retombe de façon vertigineuse sur la plaine intérieure de la Bekaa, une haute vallée qui atteint 1 100 m d'altitude à Baalbeck contre 900 m dans sa partie sud.
La chaîne de montagne est divisée en plusieurs sections, séparées par des vallées et des cols. On retrouve ainsi, du nord au sud, principalement les monts Makmel (où se situe le point culminant de la montagne, le Qurnat as Sawda'), Mnaitra, Knisse, Sannine, Barouk, Niha et Amel. Le col de Dahr el-Baidar (altitude maximale de 1 558 m) permet de relier le littoral au niveau de l'agglomération de Beyrouth à la Bekaa puis à la Syrie. Le col d'Aïnata est le plus élevé du Liban : situé à proximité du Qurnat as Sawda', il culmine à 2 590 m et permet de relier Batroun à Baalbek.

### Géologie
La chaîne du mont Liban se caractérise par des reliefs morphologiquement jeunes qui résultent de la phase du Villafranchien. Le dernier cycle tectonique en a partiellement défoncé[style à revoir] la surface, dégageant au cœur de la montagne des structures de type préalpin[Lesquelles ?]. Pour sa part, la périphérie est dominée par des niveaux d’aplanissement entaillés par de profondes gorges.
Le mont Liban est parcouru par la faille de Yammouneh, parallèle à une faille qui parcourt l’Anti-Liban dans le même sens, du sud au nord. Située sur la bordure ouest de la vallée de la Bekaa, et par conséquent longeant le versant oriental du mont Liban, la faille de Yammouneh relie la faille de la vallée du Jourdain à celle du Ghab au nord de la Syrie. Elle est née au moment où la plaque arabe et la plaque africaine (partie levantine) ont commencé leur mouvement, il y a 12 millions d’années. À l’ouest, la faille est bordée par des failles actives, dont celle de Roum (du nom d’un village du district de Jezzine) responsable des principaux tremblements de terre récents du XXe siècle. Celui de 1956 aurait fait 270 victimes, 500 blessés, et causé de lourdes destructions dans de nombreux villages de montagne.

### Climat

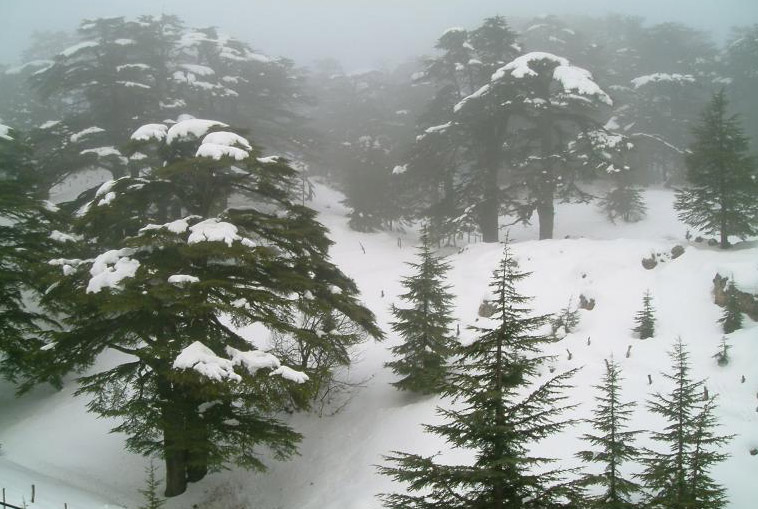
Le mont Liban en hiver.

Le climat du mont Liban est de type méditerranéen mais l’altitude y ajoute des nuances importantes. Les étés y sont plus doux et les hivers plus pluvieux et rigoureux. La neige apparaît à partir de 1 600 m d’altitude et peut persister sur les plus hauts sommets jusqu’à l’été. La couverture neigeuse et la rétention karstique font de cette montagne un immense château d’eau.

### Hydrographie
Plusieurs cours d’eau prennent naissance sur le versant occidental du mont Liban et circulent d’est en ouest pour se jeter dans la mer Méditerranée. Surnommés « fleuves côtiers », par contraste avec les fleuves intérieurs qui drainent la Bekaa (le Litani, l’Oronte et le Hasbani), ils sont régulièrement alimentés et contribuent à creuser les gorges des versants ouest de la montagne. Les plus importants sont du nord au sud : Nahr Abou Ali, Nahr Ibrahim, Nahr El-Kelb, Nahr Beyrouth, Nahr El Damour et Nahr El Awali.
Les ruisseaux nés sur le versant oriental de la montagne finissent par rejoindre les bassins hydrographiques de l'Oronte au nord et du Litani au sud. La source de l'Oronte, bien que située dans la Bekaa, est issue d'une nappe captive sous le mont Liban et alimentée par la fonte des neiges de ce dernier.

### Végétation

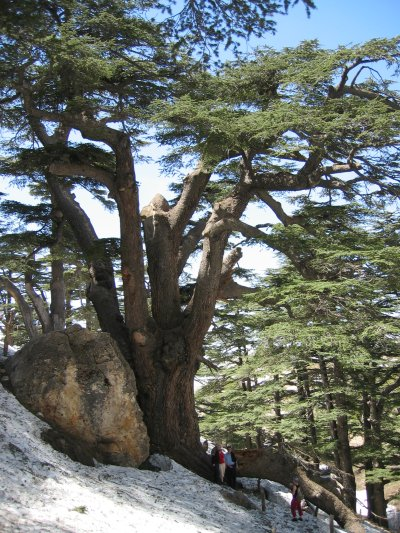
Cèdre du Liban sur un versant du mont Liban (avril 2004).

Seul le versant ouest de la chaîne de montagne porte des forêts, mais celles-ci ont presque complètement disparu à cause de la déforestation, conséquence de l’urbanisation effrénée, d’incendies volontaires et de l’exploitation de carrières. De 0 à 1 000 m d’altitude, l’étage inférieur est celui des pins (pins d'Alep) et des chênes persistants. De 1 000 m à 1 500 m, l’étage de transition est constitué de pins, de chênes, de genévriers et de cyprès. À partir de 1 500 m reste surtout le sapin de Cilicie, à côté du fameux cèdre du Liban. Tous deux n'ont pas réussi à dépasser la crête trop haute de la montagne, ce qui explique leur absence sur le versant occidental. Aujourd'hui les célèbres forêts antiques de cèdres ont quasiment disparu en raison de leur exploitation millénaire, et la reforestation est difficile. Elles font place à des îlots discontinus, dont les plus connus sont la forêt des cèdres de Dieu au pied du mont Makmel au nord, et les cèdres de la réserve naturelle du Shouf sur le mont Barouk au sud.

## Histoire

### L'arrière-pays des Phéniciens
Durant l'Antiquité, le littoral méditerranéen voit se développer la civilisation florissante des Phéniciens, organisée en cités portuaires. La richesse des petites cités phéniciennes est née à travers le commerce du bois, présent alors abondamment dans la montagne. Le bois du mont Liban fut ainsi exporté vers les principaux foyers de civilisation du Moyen-Orient, dont l'Égypte et la Mésopotamie. Le bois de cèdre du Liban fut ainsi utilisé dans les constructions de monuments sacrés (temples de Jérusalem) et des bateaux phéniciens, assyriens, romains et égyptiens. Il a également servi à la confection de sarcophages et de tombeaux, de par sa nature résistante et imputrescible.
Alors que les cités de Byblos, Tyr et Sidon (aujourd'hui, Jbeil, Sour et Saida au Liban) se développent et dominent le commerce méditerranéen au début du Ier millénaire av. J.-C., la montagne reste très peu peuplée. À l'époque romaine, elle reste une grande forêt qu'éclaircissent les chemins d'exploitation jalonnés des inscriptions de l'empereur Hadrien.

### La montagne-refuge

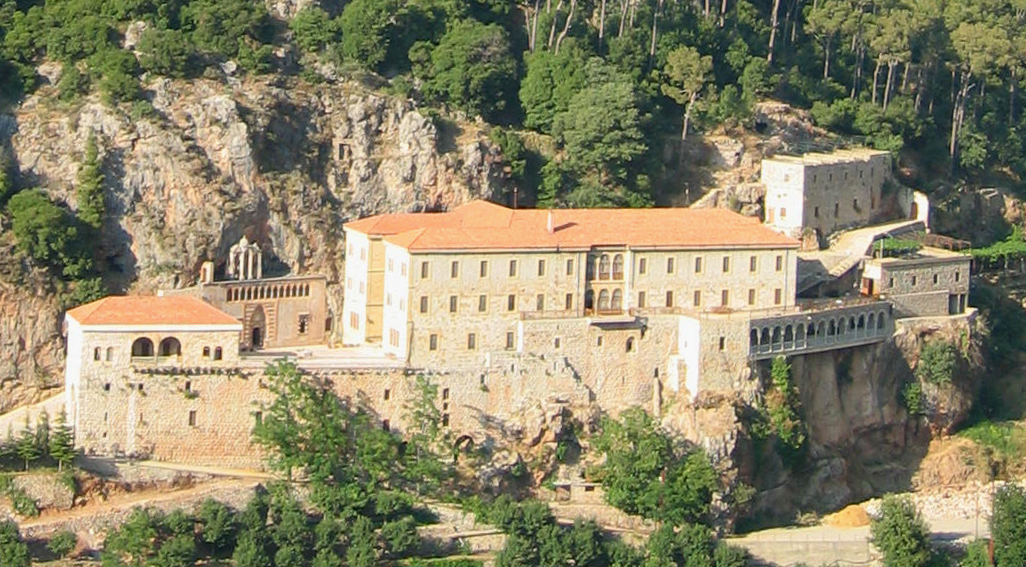
Le monastère maronite Saint-Antoine de Qozhaya à Qadisha.

D'un arrière-pays riche en matière première (bois) mais vide, le mont Liban se peupla progressivement comme « montagne-refuge ». En effet, ses caractéristiques géographiques (relief abrupt, précipitations abondantes) furent un abri pour les communautés minoritaires persécutées ou marginalisées dans la région. Le Proche-Orient a en effet été tour à tour byzantin, puis omeyyade et abbasside après la conquête des Arabes, puis sous la domination des Francs à la suite des croisades, des Mamelouks, puis des Ottomans (il le reste jusqu'au début du XXe siècle) et enfin de l'Empire colonial français.
Protégée par un relief abrupt, la population de la montagne est organisée en un tissu très diversifié de clans et familles. Les communautés religieuses y sont dissidentes par rapport aux religions majoritaires du littoral : l'islam sunnite et le christianisme orthodoxe. Elles ont réussi à rester préservées et intactes durant des siècles ce qui a valu au Liban d’être qualifiée par l'historien anglais Arnold Toynbee de « musée de survivances religieuses ». Les deux principales communautés sociales et religieuses implantées dans le mont Liban sont alors les maronites et les druzes.
Fuyant leurs lieux d'origine de la vallée de l'Oronte vers le VIIe siècle, accusés par les Byzantins de monothélisme puis surtout bousculés par les conquêtes islamiques, les maronites cherchèrent refuge dans la partie nord du mont Liban. Ils y remplacèrent les populations locales et installèrent leur centre religieux dans la vallée de Qadisha qui voit alors se développer une intense activité érémitique et monastique. Au sud, la montagne voit arriver les druzes, secte islamique née en Égypte et établie dans le mont Hermon. Les druzes s'établirent surtout dans la région montagneuse du Chouf.

### Les Kasraouanites
Les Kasraouanites (Kasrawanites), aussi appelés aussi appelés Djurdites, Jabalites, Sananites, étaient une population vivant dans le mont Liban.
Trois catégories constituaient cette communauté : la catégorie dominante, celle des Métualis avec à leur tête les Hamadé, débordent la montagne et se trouvent jusque dans la Bekaa à l'Ouest, jusqu'aux environs de Beyrouth. Beaucoup d'entre eux se trouvaient aux abords de Saïda et de Tyr. La seconde catégorie des Kasrawanites se trouvait au Nord et était constituée par des alaouites nouvellement implantés originaires du Sud-Est, et principalement du Wadi at Taïm. La troisième catégorie était celle des Druzes du Kesrouan, séparés de ceux du Chouf qui s'efforçaient à l'époque de les rejoindre en remontant vers le Meten.

### Sous l'Empire ottoman

#### L'émirat

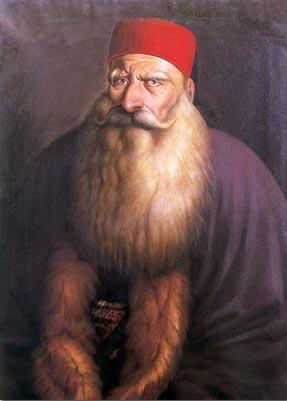
Bachir Chehab II, émir du Mont-Liban de 1788 à 1840.

L'histoire de la montagne libanaise prend un tournant inédit au XVIe siècle lorsqu'elle se constitue en une entité juridico-politique : l’émirat libanais. Car s'il existe au sein de l'Empire ottoman plusieurs régions à forte diversité communautaire, la spécificité libanaise qui s'affirme dans le mont Liban à partir du XVIe siècle provient de l’émergence de « forces d’intégrations » entre les trois communautés maronite, druze et chiite. C'est la symbiose entre ces communautés qui a permis une affirmation d'un émirat de la montagne libanaise.
L’émirat est d'abord conduit par la dynastie des Maan avec un apogée sous le règne de Fakhr-al-Din II (Fakhreddine II) considéré comme l'un des pères du Liban moderne. Après la disparition de la dynastie des Maan en 1669, l’émirat passe aux mains de la dynastie des Chehab qui perdure jusqu'en 1841. L’émir Bachir Chehab II est considéré aussi avec Fakhr-al-Din II comme le bâtisseur du Liban moderne.

#### Le double caïmacanat
À partir de 1840, l'entité socio-politique autonome du Mont-Liban entre dans une période de forte déstabilisation marquée par le massacre de chrétiens maronites par les druzes. Les causes de cette crise sont multiples, tant politiques que sociales, externes au microcosme du Mont-Liban ou endogènes.
Dans le contexte de la question d'Orient, le Mont-Liban est une région propice à l'interventionnisme des puissances occidentales désireuses d'accentuer leur influence locale face au pouvoir ottoman. La France s'est ainsi fait l'alliée de la communauté maronite et la Grande-Bretagne celle de la communauté druze dans leurs revendications vis-à-vis du pouvoir ottoman. D'autre part on observe alors une poussée démographique et une ascension sociale des maronites, traduite politiquement par des velléités hégémoniques de l'émir Bachir Chehab II sur l'ensemble de la montagne. Tout ceci entraîne donc une rupture de la symbiose qui existait entre les deux communautés majoritaires druze et maronite, et des massacres de chrétiens par les druzes.
Pour remédier à la crise, les puissances occidentales, notamment l'Autriche-Hongrie, appuient la constitution en 1842 d'un régime du double caïmacanat, ou double préfecture. Il s'agit d'une tentative de « territorialisation » des communautés maronite dans la partie nord de la montagne, et druze dans la partie sud. Ce régime marque le passage dans la montagne de l'ordre féodal de l'émirat à un ordre confessionnel qui perdurera par la suite lors de la création de la république moderne du Liban.
Cependant, la double-préfecture ne peut être viable de par le problème insolvable que pose l'existence de nombreux villages mixtes druzes-maronites. De plus, la lente progression historique des maronites vers le sud leur donne un poids démographique conséquent dans la préfecture druze. Ils y auraient peut-être été déjà majoritaires. En 1845, l'armée turque, ignorant l'autonomie de la montagne, l'envahit et désarme la population chrétienne, provoquant le début de son massacre par les druzes. Mais les tensions entre druzes et maronites atteignent leur paroxysme en 1860, et débouchent sur de violents massacres (principalement des maronites), tristement célèbres dans l'histoire de la montagne libanaise.

#### La moutassarrifiya et la Première Guerre mondiale
En mai 1860, un incident entre druzes et chrétiens déclenche les massacres qui font plusieurs milliers de victimes. Pour y mettre fin, est entreprise l'expédition française en Syrie. Des négociations diplomatiques s’achèvent le 9 juin 1861 à Constantinople par la signature d’une convention entre le grand vizir Méhémet-Emin Aali-Pacha et les ambassadeurs de France, de Grande-Bretagne, de Prusse et de Russie qui reconnaît l’autonomie partielle de la Moutassarifat du Mont-Liban, qui durera de 1861 à 1915.
Les années qui suivent seront marquées par un retour à une certaine stabilité politique et de la symbiose entre druzes et maronites. Mais le déclenchement de la Première Guerre mondiale dans laquelle s'implique l'Empire ottoman, entraîne la disparition de l'autonomie de la Moutassarrifiyya. Le 23 mars 1915 est dissous le Conseil administratif élu du Mont-Liban, remplacé par un conseil nommé, et le 5 juin démissionne le dernier moutassarrif, Ohannès Kouyoumdjian. Pendant la bataille des Dardanelles, de 1915 à 1916, une vague de répression entraîne la pendaison de dizaines de Libanais de diverses confessions sous prétexte de leurs contacts avec les Alliés. À Beyrouth, la place des Martyrs commémore leur sacrifice.
La plus grande épreuve des années de guerre reste cependant la famine de l'hiver 1916. À la suite du blocus établi par les Turcs autour du Mont-Liban, de celui imposé en mer par la flotte anglaise, de la corruption et du délabrement administratif de l’État, d'une invasion de sauterelles et des épidémies, la famine entraîne la disparition de près d’un quart de la population du Mont-Liban.

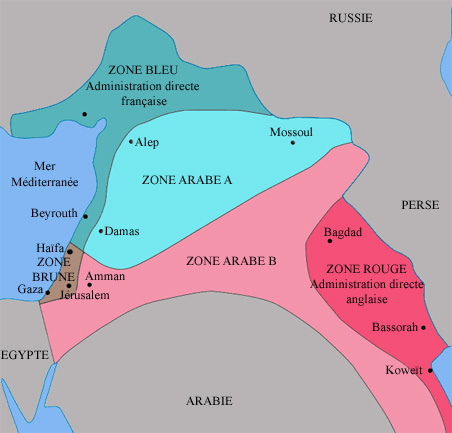
Carte des accords Sykes-Picot.

À l'issue de la guerre, le Mont-Liban se retrouve dans la zone d'influence française, telle que définie par les accords secrets de Sykes-Picot entre La France et la Grande-Bretagne. La zone française sera découpée en deux États : la Syrie, et le Grand Liban (futur Liban) dont le cœur est la montagne du mont Liban.

### Le Liban moderne
À partir de 1920, date de l'instauration de l'État du Grand Liban, l'histoire de la montagne du mont Liban s'inscrit dans celle, plus large de l'État libanais, d'abord sous mandat français, puis indépendant après 1943.
Le Grand Liban a été l'une des créations politiques et administratives issues du démembrement de l'Empire ottoman à la suite de sa défaite durant la Première Guerre mondiale. Il a été créé par l'annexion à la Moutassarifiyya de ses périphéries intérieures (principalement la Bekaa et le Akkar) et de son littoral, englobant les villes de Tripoli, Beyrouth et Saïda. La montagne récupère ainsi ses débouchés géographiques, mais n'existe plus en tant qu'entité politique. Le centre de gravité politique, économique et démographique du nouvel État ainsi créé se déplace vers Beyrouth sa capitale, et les villes du littoral. Ce tracé géographique a été souhaité par le patriarcat maronite en vue d'assurer la viabilité économique du futur État, à travers les ressources agricoles des plaines de la Bekaa et du Akkar, greniers historiques de la montagne. Cet impératif rend compte du traumatisme qu'a constitué la famine de 1916 parmi la population de la montagne, quand la Moutassarrifiyya a été isolée de sa périphérie nourricière. Il a ainsi primé sur le désir de conserver dans le nouvel État créé, la majorité démographique qu'ont les maronites sur le territoire de la montagne. En effet, dans le nouvel État, le poids des maronites se dilue face aux communautés sunnites et grecque-orthodoxe majoritaires sur le littoral, et chiite dans la Bekaa au sud.
Sous le Grand Liban puis le Liban indépendant, le territoire montagneux est couvert par les divisions administratives du gouvernorat du Nord, du Mont-Liban et du Sud.